# Лебедєв Олександр Євгенович
Олександр Євгенович Лебедєв (16 грудня 1959) — російський підприємець, що надзвичайно активно діє в Україні.
1982 року закінчив економічний факультет МДІМВ.
До 1992 року працював у зовнішній розвідці, пішов у відставку в званні підполковника.
1995 року обійняв посаду голови правління Національного резервного банку (НРБ).
Є основним власником НРБ і Національної резервної корпорації.
Наприкінці 2003 року його обрали депутатом Державної думи за виборчим списком об'єднання «Родина». Ставши парламентарієм, увійшов до фракції «Єдина Росія». Доктор економічних наук, керівник Центру проблем інтеграції Російської академії наук. Член редколегії журналу «Мир перемен».
З 2010 року є власником газети The Independent.

## Бізнес у Росії
Національна резервна корпорація — фінансова промислова група, яка об'єднує близько 100 компаній. В активі НРК — 97 % Національного резервного банку (капітал — 7,1 млрд рублів, активи — 19,2 млрд рублів), 36 % «Ильюшин финанс», близько 30 % «Аэрофлоту», близько 3 % РАО ЕЭС, близько відсотка РАО «Газпром», і по 100 % банку «Воронеж», Національної житлової корпорації, Національної іпотечної компанії «НРК-энерго».

## Бізнес в Україні
50 % готелю «Україна» (Київ), по 100 % банку «НРК-Україна», ЗАТ "Пансіонат «Море», ЗАТ «Мигдалевий гай» (Крим).